# Collaborations (Mike Oldfield)
Collaborations è una raccolta del musicista britannico Mike Oldfield, pubblicata nel 1976.

## Descrizione
Pubblicato nel 1976 in un'edizione promozionale, l'album è stato pubblicato anche come quarto disco contenuto nel cofanetto Boxed, distribuito nello stesso anno dalla Virgin Records. Il disco, commercializzato nel solo formato LP, nel 2016 è stato ristampato sempre in vinile, dalla Universal con i marchi Virgin/Mercury/UMC.

## Tracce
1. The Phaeacian Games – 3:56
2. Extract From "Star's End" – 7:33
3. The Rio Grande – 4:21
4. First Excursion – 5:56
5. Argiers – 3:59
6. Portsmouth – 2:02
7. In Dulci Jubilo – 2:49
8. Speak (Tho You Only Say Farewell) – 2:54

Durata totale: 33:30

## Crediti

### Musicisti
- Mike Oldfield - chitarra elettrica, chitarra acustica, basso, sintetizzatore, fisarmonica, mandolino, timpani, bodhrán, percussioni, voce
- David Bedford - sintetizzatore, pianoforte, pianoforte elettrico, organo, sintetizzatore, voce (The Phaeacian Games, The Rio Grande, First Excursion, Speak (Tho You Only Say Farewell))
- Vernon Handley - direttore d'orchestra (Extract From "Star's End")
- The Royal Philharmonic Orchestra - orchestra (Extract From "Star's End")
- Chris Cutler - percussioni (Extract From "Star's End")
- The Queen's College Girl Choir - coro (The Rio Grande)
- Leslie Penning - percussioni (Portsmouth), kortholt (In Dulci Jubilo)
- William Murray - batteria (In Dulci Jubilo)

### Personale tecnico
- Mike Oldfield - produzione discografica (Extract From "Star's End", First Excursion, Argiers, Portsmouth, In Dulci Jubilo, Speak (Tho You Only Say Farewell)), ingegnere del suono (In Dulci Jubilo, Speak (Tho You Only Say Farewell))
- Peter Jenner - produzione discografica (The Phaeacian Games)
- Martin Adam - ingegnere del suono (The Phaeacian Games)
- David Bedford - ingegnere del suono (The Phaeacian Games), produzione discografica (Extract From "Star's End", The Rio Grande)
- Phil Becque - ingegnere del suono (Extract From "Star's End")
- Phil Newell - ingegnere del suono (First Excursion, In Dulci Jubilo)
- Paul Lindsay - ingegnere del suono (Argiers, Portsmouth)
- Leslie Penning - ingegnere del suono (Argiers, Portsmouth, In Dulci Jubilo)